# Frédéric Desmedt
Pour les articles homonymes, voir Desmedt.
 (mars 2020).
Frédéric Desmedt, né le 10 novembre 1971 à Dunkerque, est un ancien athlète belge spécialisé dans le demi-fond et le cross-country. Il est champion de Belgique à trois reprises.

## Carrière
En 1996, Desmedt est devenu champion de Belgique en salle du 3 000 m et champion de Belgique de cross-country. En 2005, un deuxième titre en salle a suivi sur 3 000 m. Il a participé deux fois aux championnats du monde de cross court IAAF, en 2001 à Ostende et en 2004 à Bruxelles. Sa meilleure performance a été une 100e place. En 2007, il a arrêté l'athlétisme.
Desmedt était membre de l'Excelsior Sports Club et est passé au Vilvoorde Athletics Club fin 1999 et quatre ans plus tard au Cercle Athlétique du Brabant Wallon.

## Championnats belges
| Épreuve                   | Année |
| ------------------------- | ----- |
| cross-country court court | 1996  |

| Épreuve | Année      |
| ------- | ---------- |
| 3 000 m | 1996, 2005 |

## Records personnels
| Épreuve | Performances   | Date             | Lieu     |
| ------- | -------------- | ---------------- | -------- |
| 1 500 m | 3 min 41 s 56  | 20 août 2000     | Nivelles |
| 3 000 m | 8 min 4 s 65   | 3 septembre 2000 | Nancy    |
| 5 000 m | 14 min 14 s 81 | 20 juillet 2002  | Heusden  |

| Épreuve | Performances  | Date            | Lieu |
| ------- | ------------- | --------------- | ---- |
| 1 500 m | 3 min 45 s 77 | 13 février 1994 | Gand |
| 3 000 m | 8 min 10 s 83 | 14 février 1999 | Gand |

## Palmarès

### 1 500m
- 1994 : Médaille de bronze des championnats de Belgique - 3 min 47 s 33
- 1995 : Médaille de bronze des championnats de Belgique - 3 min 43 s 41
- 2000 : Médaille de bronze des Championnats de Belgique d'athlétisme indoor - 3 min 50 s 01
- 2000 : Médaille de bronze des championnats de Belgique - 3 min 49 s 14
- 2006 : Médaille de bronze des championnats de Belgique - 3 min 56 s 62

### 3 000m
- 1996 : Médaille d'or BK indoor AC - 8 min 16 s 55
- 1999 : Médaille de bronze BK indoor AC - 8 min 10 s 83
- 2001 : Médaille d'argent BK indoor AC - 8 min 15 s 05
- 2004 : Médaille d'argent BK indoor AC - 8 min 29 s 53
- 2005 : Médaille d'or BK indoor AC - 8 min 28 s 34
- 2006 : Médaille d'argent   BK indoor AC - 8 min 26 s 25

### 5 000m
- 2005 : Médaille de bronze des championnats de Belgique - 14 min 49 s 06

### Cross
- 1996 : Médaille d'or cross court BK AC à Monceau[2]
- 1998 : Médaille d'argent cross court BK AC à Ostende[2]
- 1999 : Médaille de bronze cross court BK AC à Ostende[2]
- 2000 : Médaille de bronze cross court BK AC à Ostende[2]
- 2001 : Médaille de bronze cross court BK AC à Ostende[2]

## Palmarès International

### 800m
- 2012 : Médaille d'or au championnat d'Europe d'athlétisme Masters 40 à ZITTAU(Allemagne) - 2.02.50 [3]

### 1 500m
- 2007: Médaille d'or au Championnat du monde Masters(35) à Riccione(Italie) - 3.52.26 [4]
- 2012: Médaille d'argent au Championnat du monde Masters(40) Indoor à Jyväskylä (Finlande) - 4.19.0 [5]

### Cross
- 2001 : 100e du cross court au Championnat du monde à Ostende[6]
- 2004 : 104e du championnat du monde de cross court à Bruxelles[6]

### Les Foulées du Gois
Palmarès,,
- 1999 : Médaille d'or course elite [9]
- 2002 : Médaille d'or course elite [9]
- 2003 : Médaille d'argent course elite
- 2004 : Médaille d'or course elite [9]
- 2005 : Médaille d'or course elite [9]
- 2006 : Médaille d'or course elite [9]
- 2007 : Médaille d'or course elite [9],[10]
- 2010 : Médaille d'argent course elite
- 2011 : Médaille de bronze course elite
- 2012 : Médaille de bronze course elite